# 渡辺一雄 (作家)
渡辺 一雄（わたなべ かずお、1928年7月3日 - 2014年12月8日）は、日本の作家・評論家。
本姓・小川。大丸に勤めて1976年、デパートの内幕を描いた『野望の椅子』で日本作家クラブ賞を受賞。企業小説、経営評論を多く執筆した。

## 生涯

### 幼少期から海軍兵学校まで
1928年（昭和3年）7月3日、京都市中京区西ノ京冷泉町で生まれる。父親は岐阜県から小学校卒業と共に上洛して京都市電の運転士をしており、母親は小さな雑貨商をしていた。長男の一雄の2年下に妹、5歳下に弟がいたほか、祖父母も同居し、7人で暮らしていた。
西ノ京冷泉町や朱雀第六小学校の付近は京都市役所、繁華街の四条河原町と同じ中京区にもかかわらず、行政に忘れられたような寂しいエリアであった。非電化の山陰本線（1988年に嵯峨野線の愛称がつき、1990年に電化）の汽車が通る度に自宅が揺れた。母親の雑貨商は土間に2、3台並べたケースに軍手、軍足、肌着、チリ紙など日用雑貨を置いていただけで店舗といえるほどのものではなかった。1980年時点で存命だった父親のほうは、酒をごくわずかに飲むだけの真面目な人物で、一雄が物心ついたころには車掌から事務職員への登用試験を受け、小学校卒としては最高位まで出世した。
小学校5年生の時、担任が自宅に来て、成績が優秀な一雄に上級の学校、それもできれば旧制中学校への進学、将来的には中学校から第三高等学校を経て京都帝国大学への進学を勧めた。第一商業学校（現在の商業高校）に通う製餡工場の息子のほかは小学校卒しか周囲にいなかったので、母親は戸惑ったが、「ボヤボヤしてたらあかん」と一雄に言うようになり、勉強させた。妹と弟がいたので、半ば進学をあきらめていたので大喜びして勉強した。
1941年（昭和16年）、京都府立第三中学校（現在の京都府立山城高等学校）へ進学した。既に戦局が悪化しているからこそ逆転を狙い、陸軍士官学校や海軍兵学校に進学するための軍人学級入りを志望した。しかし、京都帝大を卒業して出世することを期待した母親や、軍人になることを期待していた祖母までもが悲しがった。1944年（昭和19年）には学徒動員で愛知県半田市乙川の中島飛行機製作所へ向かう。12月7日には東海地方で地震が発生し、同級生13名を失った。
1945年（昭和20年）4月、海軍兵学校舞鶴分校に入学した。しかし、半年で敗戦を迎える。

### 大阪商大時代
1946年（昭和21年）4月、大阪市立商科大学（大阪市立大学を経て、現在の大阪公立大学経済学部・商学部）に入学する。京都の実家から通学した。
小説の好きな友人ができたが、感化されて小説家を志望するようになり、彼を驚かす。長沖一の自宅を探し出して弟子にさせるよう頼むと、気が弱い長沖は「商大の学生だったら経済の勉強を」と言って何とか断ろうとしたが、強引に弟子入りした。さらに、長沖の紹介で秋田實のところにも行くようになる。長沖には小説、秋田には漫才の台本を何本も書いて持っていくも、学校の勉強をしているか聞かれるばかりで、作品は診てもらえず、ついに作品をもっていかなくなった。しかし、両氏との交流を続けるばかりか、二人が亡くなった後もその夫人に様々な相談をしていた。
朝鮮戦争が収まると不況が近づいており、周囲の学生は就職難に備えて勉強していた。一雄も小説家を断念して就職活動をした。ゼミナールの主任教授が就職希望を聞くと、一雄はデパートへ就職したいと言った。土地柄か商社、銀行、メーカーの順に志望者が多く、第一志望にデパートを挙げる者はほぼいなかった。大卒初任給が1万円を超す会社もある中、デパートは当分そうなる会社は無かったため、主任教授は怪訝に思った。しかし、普段は閑散としている母親の雑貨商を祭日に手伝うのが好きだった一雄は、小売業の王者であったデパートへの就職を志す。大丸のみ入社試験を受け、合格。家族、先輩、友人に加え、長沖・秋田両氏も大いに祝福した。

### 入社後

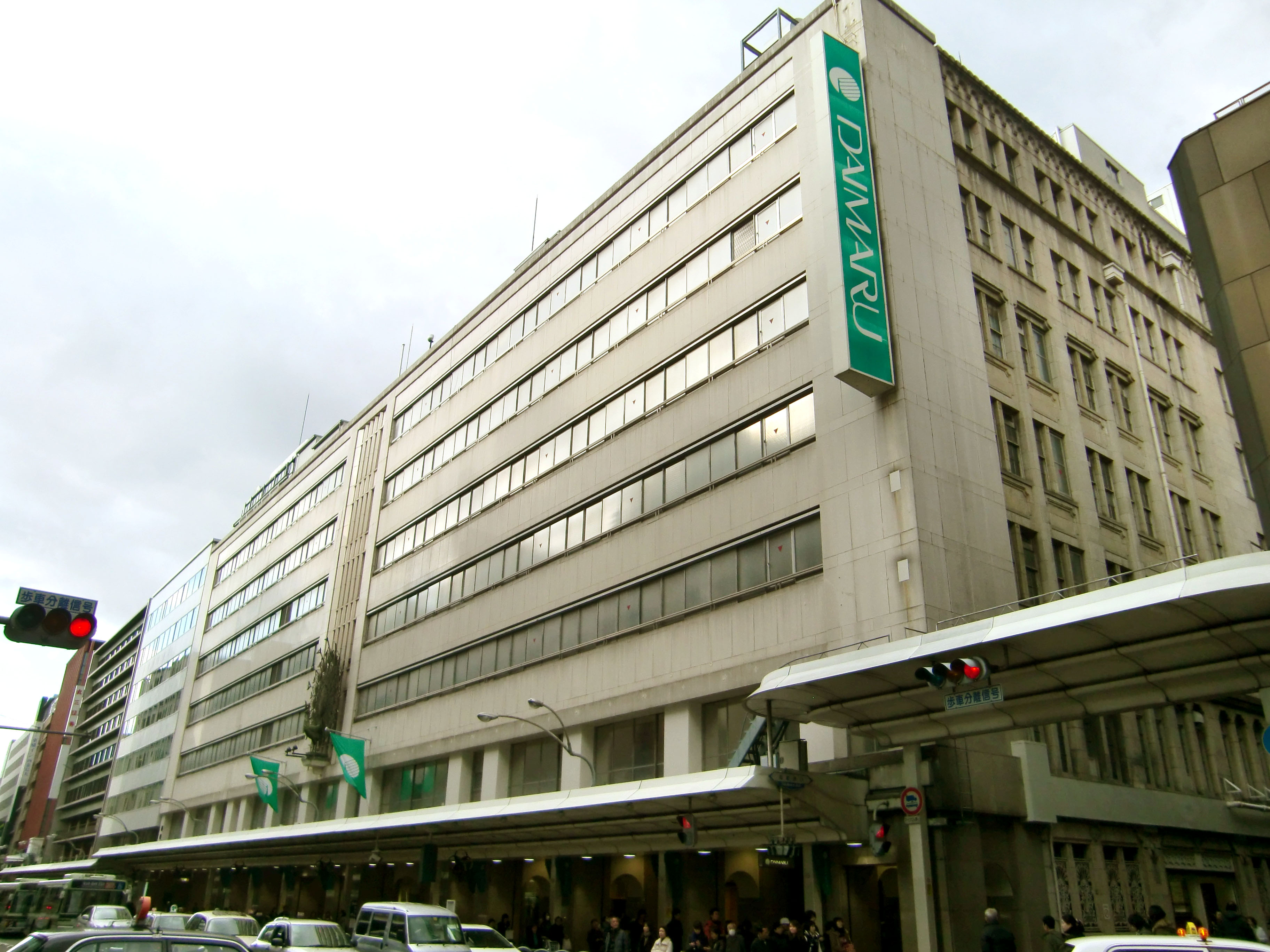
一雄が社会人時代を送った大丸京都店（外装工事前）

心斎橋の本社で半年の教育を受けた後、9月に京都店に配属された。大阪商大の先輩にあたる店次長の下で、子供服売場に勤務した。半年後、サトウサンペイのいた宣伝課へ異動。
やがて、業務以上に日本共産党関係者を追放するための労働組合活動にいそしみ、労働貴族と呼ばれるような生活を送っていた。
しばらくすると、労働組合から離れ、小説の執筆を始めた。しかし、大丸梅田店出店などに関する会社の内情を暴露するような小説を書いたと判断した会社と対立した。読者からの応援もあったが、1980年（昭和55年）に当時の社長・井狩彌治郎宛ての退職願と称して『退社願・株式会社大丸社長殿 だから、私は会社を見限った』を出版し、退職。以降は執筆活動に専念した。

## 著書
- 『帯に燃える』カイガイ出版部 1976
- 『野望の椅子』光文社 1976 のち徳間文庫
- 『職業としての百貨店マン 新たな旗手よ出でよ』中経出版 職業と人間シリーズ 1977
- 『失脚』徳間書店 1978 のち文庫
- 『打算の帳尻』読売新聞社 1978
- 『乗っ取り戦争』グリーンアロー・ブックス 1978
- 『会社を喰う』毎日新聞社 1979 のち徳間文庫
- 『小説相互銀行』光文社 1979 のち徳間文庫
- 『秘書室』読売新聞社 1979 のち徳間文庫
- 『流通戦争』グリーンアロー・ブックス 1979
- 『頑張れ!会社人間 仕事と人生-90のヒント』日本能率協会 1980
- 『上司よ!喜びを我と 企業の中の人間模様』産業新潮社 1980
- 『退社願・株式会社大丸社長殿 だから、私は会社を見限った』徳間書店、1980年10月31日。
- 『帝王 長編企業小説』グリーンアロー・ブックス 1980
- 『復讐の椅子』光文社 1980 のち徳間文庫
- 『恐喝社員 ピカレスク・ロマン』グリーンアロー・ブックス 1981 のち徳間文庫
- 『ダイヤ・ウォーズ 業界サスペンス小説』双葉ノベルス 1981「謀叛社員」徳間文庫
- 『デパート商法の秘密 百貨店は復権できるか』こう書房 1981
- 『忍耐だけがサラリーマンではない 男の生き方とは何か』ベストセラーズ ワニの本 1981「我慢する社員はダメになる」徳間文庫
- 『ビジネスマン・雌伏の論理 不遇に負けない生き方の研究』PHP研究所 1981「サラリーマン悪い奴だけが生き残る」徳間文庫
- 『巨悪集団』グリーンアロー・ブックス 1982「虚業社員」徳間文庫
- 『サラリーマン万事塞翁が馬 花に嵐のたとえもあるさ』知道出版 1982
- 『小さな店だから勝ち残れる "小"が勝つための30章』こう書房 1982
- 『西陣おんな一代』読売新聞社 1982「女実業家」徳間文庫
- 『叛骨の譜』角川ノベルズ 1982「逆襲人事」徳間文庫
- 『入社試験必勝法 自分の「商品価値」を高めるための15章』こう書房 1983
- 『名門崩壊 長編企業小説』グリーンアロー・ノベルス 1983「偽装社員」徳間文庫
- 『京都小判鮫商法 長編企業小説』グリーンアロー・ノベルス 1984
- 『京都サミット商法』グリーンアロー・ノベルス 1984
- 『出社に及ばず』角川文庫 1984 のち広済堂文庫
- 『打算』徳間文庫 1984
- 『若き大阪バイタリティ 明日を迎え撃つ男たちの素顔 人物ドキュメント』ダイヤモンド社 1984
- 『男の値打ちが決まるとき サラリーマン哀楽帳』広済堂出版 1985
- 『銀座デパート戦争』角川ノベルズ 1985「仕手社員 銀座デパート戦争」徳間文庫
- 『ピンチをチャンスにした男』毎日新聞社 1985「熱血商人」天山文庫、徳間文庫
- 『あ丶紅の血は燃ゆる 慟哭の歌』かもがわ出版 1986
- 『京都霊廟殺人行』青樹社ビッグブックス 1986「背徳社員」徳間文庫
- 『巨億の構造 華道家元手形乱発事件』日本文華社 文華新書 1986 のち光文社文庫
- 『黒い遺産』青樹社ビッグブックス 1986「遺恨社員」徳間文庫
- 『悪い奴が出世する法 サラリーマンの逆襲 上司に媚び奸智の強者となれ』ベストセラーズ ワニの本 1986「悪い奴ほど出世する」徳間文庫
- 『小説日本航空』かもがわ出版 1987
- 『背任重役』徳間文庫 1987
- 『崩壊の軌跡』青樹社ビッグブックス 1987 のち集英社文庫
- 『国際マネー都市・東京の挑戦』読売新聞社 1988
- 『残酷な昇格 サラリーマン小説傑作集』光文社文庫 1988 のち広済堂文庫
- 『捨て扶持社員』徳間文庫 1988
- 『そごうの西武大包囲戦略 売り上げ日本一をめぐる水島と堤の激突』光文社カッパ・ビジネス、1988年5月31日。
- 『ダイエー・中内が生協に恐怖する理由 「安さ」と「安全」の激突』光文社カッパ・ビジネス 1988
- 『翼竜の逆鱗に触れた男』グリーンアロー・ノベルス 1988「利権謀議」徳間文庫
- 『委員長失脚』青樹社ビッグブックス 1989 のち広済堂文庫
- 『会社のここだけは知りなさい 若い社員諸君への警告 組織は恐ろしい人間の集まりだ』ワニの本ベストセラーシリーズ 1989「会社の急所教えます」徳間文庫
- 『課長の操 サラリーマン小説傑作集』光文社文庫 1989
- 『巨悪は嗤う』広済堂出版ブルーブックス 1989「疑惑財務」徳間文庫
- 『サッポロビールの大逆襲 攻めの企業戦略を明かす』大陸書房 1989
- 『二世経営者の勝ち残り戦略 企業の未来を左右する』大陸書房 1989
- 『報復倒産 長編サラリーマン小説』光文社文庫 1989
- 『野望挫けず』徳間文庫 1989
- 『悪玉志願』広済堂出版ブルーブックス 1990「悪党志願」祥伝社ノン・ポシェット
- 『秀和は西武を見限り、なぜダイエーに走るのか!? 21世紀の流通業界はこうなる』徳間ブックス 1990
- 『女性社長たちの華麗な経営』東急エージェンシー出版部 1990
- 『善意の報酬 連作サラリーマン小説』光文社文庫 1990
- 『部下を幸せにする上司不幸にする上司』東急エージェンシー出版事業部 1990「部下をダメにする上司」徳間文庫
- 『欲望派遣社員』徳間文庫 1990
- 『空洞会社』徳間文庫 1991
- 『財狼の群れ』広済堂出版ブルーブックス 1991「悪党紳士」祥伝社ノン・ポシェット
- 『小説・流通三国志』ベストセラーズ 1991「偽装買収」徳間文庫
- 『浮沈社員』徳間文庫 1991
- 『ヤオハンの奇跡 多国籍流通グループ』東急エージェンシー出版事業部 1991「ヤオハンの挑戦 正念場に立つ中国進出」徳間文庫
- 『悪党王国』祥伝社ノン・ポシェット 1992
- 『腐蝕会社』徳間文庫 1992
- 『悪党係長』祥伝社ノン・ポシェット 1993
- 『出向人事』徳間文庫 1993
- 『辞表撤回』角川ノベルズ 1993
- 『二世経営者の育て方 成功と失敗の研究』経営書院 1993
- 『百貨店が無くなる日』実業之日本社 1993 のち徳間文庫
- 『悪党主任』祥伝社ノン・ポシェット 1994
- 『哀愁あれば歓楽もあり』徳間オリオン、1994年「退職適齢期」文庫
- 『会社潰し』日本文芸社 日文ノベルス 1994 のち広済堂文庫
- 『華麗なる挑戦 小説・ワコール王国』祥伝社ノン・ポシェット 1994
- 『小説「翔べ!そごう」』広済堂出版 1994
- 『百貨店が蘇る日』実業之日本社 1994
- 『物流疑惑』徳間文庫 1994
- 『リストラ粉砕!社員の逆襲』徳間オリオン 1994　「逆襲社員」文庫
- 『悪党課長』祥伝社ノン・ポシェット 1995
- 『悪党たちの宴』祥伝社ノン・ポシェット 1995
- 『会社は社会の預りもの "武田長兵衛"に学ぶ経営戦略の神髄』ぴいぷる社 1995
- 『新風 ある百貨店の挑戦』経営書院 1995
  - 京都近鉄百貨店社長だった髙田多喜男や同社の前身「丸物」の歴史を取材して書かれた。
- 『冷血商人』徳間文庫 1995
- 『悪党人事』祥伝社ノン・ポシェット 1996
- 『この指とまれ ある起業家の挑戦』経営書院 1996
- 『極悪商人』徳間文庫 1996
- 『血ぬられた商標』日本文芸社 日文文庫 1996
- 『秀吉を操った男』広済堂文庫 1996
- 『ビジネス悪知恵本 ここまできている常識破り ルールなき生き方・総集編』ベストセラーズ ワニの本 1996
- 『復讐商戦 新宿デパート戦争』徳間文庫 1996
- 『悪党の凱歌』祥伝社ノン・ポシェット 1997
- 『悪徳の惨劇』廣済堂文庫 1997
- 『真田幸村風雲録』廣済堂文庫 1997
- 『百貨店崩壊す』読売新聞社 1997
- 『負けるな!小売店 大を食う小の発想法』徳間文庫 1997
- 『売り手よし買い手よし世間よし 近江商人成功の哲学』実業之日本社 1998
- 『辞令無残』廣済堂文庫 1998
- 『議員詐欺師』徳間文庫 1999
- 『再建社長』廣済堂文庫 1999
- 『封印された名君 豊臣秀次』廣済堂文庫 1999
- 『逆襲!リストラ軍団』徳間文庫 2000
- 『債券投機』徳間文庫 2000
- 『小説「そごう」崩壊』廣済堂出版 2000
- 『怒りおさまらず 非人道的リストラとの15年の戦い』東洋経済新報社 2001
- 『起死再生』廣済堂文庫 2001
- 『頭取の犯罪』ケイブンシャ文庫 2001
- 『悪党同盟』廣済堂文庫 2002
- 『住友の大番頭伊庭貞剛』廣済堂出版 2002
- 『闇支配人』徳間文庫 2002
- 『宜候鬼籍に入るその前に 12人の元海軍兵学校生徒たち』ビジネス社 2002
- 『「乱」大塩平八郎』廣済堂文庫 2002
- 『金融植民地』廣済堂文庫 2003
- 『明治の教育者杉浦重剛の生涯』毎日新聞社 2003
- 『天罰人事』廣済堂文庫 2004
- 『田村高廣の想い出 日本人への遺言』ビジネス社 2006
- 『ほんまもん 京都商法と津田佐兵衞(井筒八ッ橋六代)』ふたば書房 2009

共著
- 『京都物語 とっておきの京都案内』上村多恵子監修 河野遥共著 山と溪谷社 1997

英訳
- Labor Relations : Japanese Business Novel / by Kazuo Watanabe ; introduction and edited translation by Tamae Prindle.University Press of America,c1994.